# Zelotes discens
Zelotes discens este o specie de păianjeni din genul Zelotes, familia Gnaphosidae, descrisă de Chamberlin în anul 1922. Conform Catalogue of Life specia Zelotes discens nu are subspecii cunoscute.